# Vocal Six (musikalbum)
Vocal Six är a cappella-gruppen Vocal Six första album från 1992. Som ung och hungrig sextett ville de ha med allt.

## Låtlista
1. Wake Up! (musik: Staffan Paulson; text: Jens Friis-Hansen) – 1.19
2. Lady Madonna (John Lennon/Paul McCartney) – 2.39
3. Tango (okänd) – 2.18
4. Bad/Thriller (Michael Jackson/Rod Temperton) – 4.20
5. Sister Moon (Sting) – 3.27
6. Barberhouse Acid Rap (Trad./Staffan Paulson) – 3.40
7. Music, Music, Music (Stephen Weiss/Bernie Baum) – 1.58
8. My Baby Just Cares for Me (Gus Kahn/Walter Donaldson) – 3.19
9. I Left My Heart In San Francisco (George Cory/Douglass Groos) – 2.11
10. My Funny Valentine (Richard Rodgers/Lorenz Hart) – 2.17
11. Baby (Orup) – 3.10
12. Hooked on a Feeling (Francis Rodney Zambon) – 2.19
13. John Blund (Wolfgang Richter/Sten Carlberg) – 0.49

- Arrangemang:
- Staffan Paulson (spår 1, 4, 8-11, 13)
- Jens Friis-Hansen (spår 2, 5)
- Mattias Frisk (spår 3, 7)
- Vocal Six (spår 6)
- Martin Andersson (spår 12)

## Vocal Six
- Niclas Kåse – tenor
- Staffan Paulson – tenor
- Jens Friis-Hansen – tenor
- Jan "Janne" Olsson – tenor
- Martin Andersson – baryton
- Peder Tennek – bas